# Dor David Turgeman
Dor David Turgeman (hebreo: דור דויד תורג'מן; Asdod, 24 de octubre de 2003) es un futbolista israelí que juega de delantero en el New England Revolution de la Major League Soccer.

## Estadísticas

### Clubes
Actualizado al último partido disputado el 8 de mayo de 2023.
| Club                                 | Div.          | Temporada     | Liga  | Liga  | Liga   | Copas nacionales | Copas nacionales | Copas nacionales | Copas internacionales | Copas internacionales | Copas internacionales | Total | Total | Total  |
| Club                                 | Div.          | Temporada     | Part. | Goles | Asist. | Part.            | Goles            | Asist.           | Part.                 | Goles                 | Asist.                | Part. | Goles | Asist. |
| ------------------------------------ | ------------- | ------------- | ----- | ----- | ------ | ---------------- | ---------------- | ---------------- | --------------------- | --------------------- | --------------------- | ----- | ----- | ------ |
| Maccabi Tel Aviv F. C. Israel        | 1.ª           | 2020-21       | 1     | 0     | 0      | 1                | 0                | 0                | —                     | —                     | —                     | 2     | 0     | 0      |
| Beitar Tel Aviv Bat Yam F. C. Israel | 2.ª           | 2021-22       | 30    | 4     | 0      | 1                | 0                | 0                | —                     | —                     | —                     | 31    | 4     | 0      |
| Beitar Tel Aviv Bat Yam F. C. Israel | Total club    | Total club    | 30    | 4     | 0      | 1                | 0                | 0                | 0                     | 0                     | 0                     | 31    | 4     | 0      |
| Maccabi Tel Aviv F. C. Israel        | 1.ª           | 2022-23       | 11    | 0     | 0      | 5                | 2                | 0                | 0                     | 0                     | 0                     | 16    | 2     | 0      |
| Maccabi Tel Aviv F. C. Israel        | 1.ª           | 2023-24       | 0     | 0     | 0      | 0                | 0                | 0                | —                     | —                     | —                     | 0     | 0     | 0      |
| Maccabi Tel Aviv F. C. Israel        | Total club    | Total club    | 12    | 0     | 0      | 6                | 2                | 0                | 0                     | 0                     | 0                     | 18    | 2     | 0      |
| Total carrera                        | Total carrera | Total carrera | 42    | 4     | 0      | 7                | 2                | 0                | 0                     | 0                     | 0                     | 49    | 6     | 0      |

## Palmarés

### Títulos nacionales
| Título                 | Club                   | País   | Año  |
| ---------------------- | ---------------------- | ------ | ---- |
| Copa Toto Al           | Maccabi Tel Aviv F. C. | Israel | 2024 |
| Liga Premier de Israel | Maccabi Tel Aviv F. C. | Israel | 2024 |
| Supercopa de Israel    | Maccabi Tel Aviv F. C. | Israel | 2024 |
| Copa Toto Al           | Maccabi Tel Aviv F. C. | Israel | 2025 |
| Liga Premier de Israel | Maccabi Tel Aviv F. C. | Israel | 2025 |